# Architectonica purpurata
Architectonica purpurata is een slakkensoort uit de familie van de Architectonicidae. De wetenschappelijke naam van de soort is voor het eerst geldig gepubliceerd in 1844 door Hinds.